# Pius Kirop
Pius Kirop, né le 8 janvier 1990, est un athlète kenyan spécialiste des courses de fond. 

## Biographie

### Palmarès
| Date | Compétition                            | Lieu              | Résultat | Épreuve       | Performance     |
| ---- | -------------------------------------- | ----------------- | -------- | ------------- | --------------- |
| 2010 | Course de Chiètres                     | Chiètres          | 1er      | 15 kilomètres | 43 min 48 s     |
| 2012 | Championnats du monde de semi-marathon | Kavarna           | 4e       | Individuel    | 1 h 01 min 11 s |
| 2012 | Championnats du monde de semi-marathon | Kavarna           | 1er      | Par équipes   | 3 h 03 min 52 s |
| 2012 | Course Marseille-Cassis                | Marseille, Cassis | 3e       | 20 kilomètres | 58 min 59 s     |
| 2015 | Marathon de Paris                      | Paris             | 9e       | Marathon      | 2 h 09 min 58 s |

### Records
| Épreuve  | Performance    | Date          | Lieu  |
| -------- | -------------- | ------------- | ----- |
| Marathon | 2 h 9 min 58 s | 12 avril 2015 | Paris |